# Elisabeth Magdalena von Hessen-Darmstadt

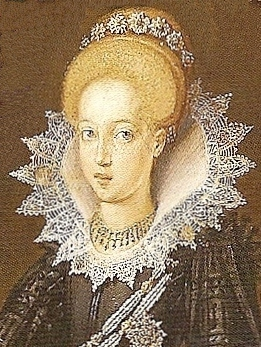
Elisabeth Magdalena von Hessen-Darmstadt

Elisabeth Magdalena von Hessen-Darmstadt (* 23. April 1600 in Darmstadt; † 9. Juni 1624 in Mömpelgard) war eine landgräfliche Prinzessin und durch Heirat Herzogin von Württemberg-Mömpelgard.

## Leben
Elisabeth Magdalena wurde als Tochter des Landgrafen Ludwig V. von Hessen-Darmstadt und dessen Gemahlin Magdalena von Brandenburg geboren.
Sie wuchs auf mit ihren Geschwistern
- Anna Eleonore (1601–1659, ⚭ 1617 Herzog Georg von Braunschweig-Lüneburg)
- Marie (1602–1610)
- Sophie Agnes (1604–1664, ⚭ 1624 Pfalzgraf Johann Friedrich von Sulzbach)
- Georg II. (1605–1661), Landgraf von Hessen-Darmstadt, ⚭ 1627 Prinzessin Sophie Eleonore von Sachsen (1609–1671)
- Juliane (1606–1659, ⚭ 1631 Graf Ulrich II. von Ostfriesland)
- Amalie (1607–1627)
- Johannes (1609–1651), Landgraf von Hessen-Braubach, ⚭ 1647 Gräfin Johanetta von Sayn-Wittgenstein (1626–1701)
- Heinrich (1612–1629)
- Friedrich (1616–1682), Kardinal, Fürstbischof von Breslau

Am 13. Juli 1617 heiratete sie in Stuttgart ihren Cousin zweiten Grades, den Herzog Ludwig Friedrich von Württemberg-Mömpelgard. Bei der Hochzeit gab es sehr viel Wein, der allerdings so sauer war, dass man ihn erst drei Jahre später genießen konnte.
Die Ehe brachte die Kinder Christoph (* am Heiligabend 1620; † Neujahr 1621), Henriette Luise (* 30. Juni 1623; † 3. September 1650; ⚭ 31. August 1642  Markgraf Albrecht II. von Brandenburg-Ansbach) und Leopold Friedrich (* 30. Mai 1624; † 15. Juni 1662), Nachfolger in Mömpelgard. Er verstarb ohne Nachkommen.
Elisabeth Magdalena, die mit ihrem Mann eine glückliche Ehe geführt hatte, starb kurz nach der Geburt des Stammhalters.
Am 15. Mai 1625 heiratete Ludwig Friedrich Anna Eleonora von Nassau-Saarbrücken-Weilburg, eine Cousine seiner verstorbenen Frau Elisabeth Magdalena. Der Sohn aus dieser Ehe, Georg,  setzte die Linie Württemberg-Mömpelgard fort.